# Medinaceli
Medinaceli és un municipi de la província de Sòria, a la comunitat autònoma de Castella i Lleó.

## Història
Segons es creu, malgrat els dubtes actualment existents, Medinaceli fou l'antiga Ocilis (ciutat que traí als romans, durant les guerres celtíberes). A la plaça Major, dins l'edifici del palau del Ducs, es conserven importants mosaics romans.
En temps de la dominació musulmana el seu nom era Madina Salim. Almanzor va morir a aquesta població, després d'ésser ferit a la batalla de Calatañazor (la llegenda diu que la seva tomba es troba a aquest municipi). Al segle xi i XII fou atacada i ocupada diverses vegades pels cristians. El 1083 la va ocupar Alfons VI de Castella, però els musulmans la van recuperar tot seguit. Fou presa per Álvaro Fáñez el 1104 i recuperada novament pels musulmans; altre cop presa per Alfons I d'Aragó el Bataller el 1123 amb caràcter definitiu. Fou la darrera posició musulmana en caure a la comarca. El 1129 els aragonesos la van cedir a Castella.
Amb el rei d'Aragó Alfons el Bataller, va tenir fur propi i un comú de vila i terra dels més importants de la regions, embrió del futur comtat de Medinaceli.
Posteriorment, fou la seu del poderós Ducat de Medinaceli i conserva encara el palau dels ducs, a la plaça Major).
Les salines foren la seva principal font de riquesa.

## Patrimoni
Es conserva bona part de la seva muralla, castell (actual cementiri) i diferents restes de les diferents cultures que varen passar pel poble.
Destaquen el seu arc romà (únic a Espanya amb tres portes), el palau del Ducs (actual museu de pintura contemporània, on també es guarden mosaics romans de gran valor) i la seva gran col·legiata renaixentista, entre altres monuments.
Hi ha museu-aula arqueològica, museu d'art contemporani, diferents galeries i, prop del poble, a Torralba del Moral - Ambrona, un important museu paleontològic amb restes d'Elephas Antiquus.

## Població i terme municipal
| Any      | 1900  | 1910  | 1920 | 1930 | 1940 | 1950 | 1960 | 1970  | 1980  | 1990 | 2000 | 2006 |
| Població | 1.046 | 1.008 | 845  | 810  | 799  | 809  | 586  | 1.442 | 1.036 | 849  | 701  | 710  |

A finals del segle xix s'independitza el poble de Salinas de Medinaceli. A finals del segle XX el terme municipal incorporà Beltéjar, Benamira, Blocona, Esteras de Medina, Fuencaliente de Medina i Salinas de Medinaceli. Fuencaliente, al seu temps, incorporà a Azcamellas i a Torralba del Moral.